# Stéphane Cauterman
Stéphane Cauterman, né le 26 décembre 1968 à Roubaix, est un gymnaste artistique français.
Il est sacré champion de France du concours général de gymnastique artistique en 1988 et en 1989.
Il participe aux épreuves de gymnastique aux Jeux olympiques d'été de 1988 à Séoul, terminant 10e au concours par équipes.